# لیگ قهرمانان کونکاکاف ۱۶–۲۰۱۵
لیگ قهرمانان کونکاکاف ۱۶–۲۰۱۵ (که به طور رسمی با نام لیگ قهرمانان کونکاکاف اسکوشیابانک ۱۶–۲۰۱۵ شناخته می‌شود) هشتمین دوره لیگ قهرمانان کونکاکاف با نام فعلی و به طور کلی پنجاه و یکمین دوره از مسابقات برتر باشگاهی فوتبال بود که توسط کونکاکاف، نهاد حاکم منطقه‌ای آمریکای شمالی، آمریکای مرکزی و کارائیب برگزار شد.
آمریکا مدافع عنوان قهرمانی بود و با شکست دادن تیم مکزیکی تیگرس اونال در مجموع ۴–۱ در فینال، دومین عنوان قهرمانی متوالی خود و هفتمین عنوان قهرمانی باشگاهی کونکاکاف (از جمله دوره جام قهرمانان کونکاکاف) را که یک رکوردشکنی بود، به دست آورد. آنها به عنوان قهرمان لیگ قهرمانان کونکاکاف ۱۶–۲۰۱۵، به عنوان نماینده کونکاکاف در جام باشگاه‌های جهان ۲۰۱۶ در ژاپن، که سومین حضور آنها در جام باشگاه‌های جهان بود، شرکت کردند.

## نحوه صلاحیت
تیم‌ها در صورت نداشتن ورزشگاهی برای مسابقات که کونکاکاف مناسب می‌داند، محروم و جایگزین شوند. اگر باشگاهی نتواند استانداردهای ورزشگاه خانگی خود را رعایت کند، این باشگاه باید ورزشگاه مناسبی در کشور خود پیدا کند. اگر باشگاه مذکور نتواند امکانات کافی را فراهم کند، خطر جایگزین شدن را به دنبال دارد.

### آمریکای شمالی
در مجموع ۹ باشگاه از اتحادیه فوتبال آمریکای شمالی در لیگ قهرمانان شرکت کردند. به مکزیک و ایالات متحده چهار سهمیه، بیشتر از هر کشور در کونکاکاف، اختصاص یافت، در حالی که به کانادا یک سهمیه اعطا شد.
برای مکزیک، برندگان فصل‌های آغازین و پایانی لیگ مکزیک، سهمیه حضور در گلدان ۳ مرحله گروهی مسابقات را کسب می‌کنند. اگر تیمی به فینال هر دو تورنمنت برسد، سهمیه خالی شده از طریق رکورد فصل عادی به تیم‌های دیگر اختصاص داده می‌شود.
برای ایالات متحده، سه سهمیه از طریق فصل عادی لیگ برتر فوتبال (ام‌ال‌اس) و پلی آف اختصاص داده می‌شود؛ جایگاه چهارم به برنده جام داخلی آن، جام یو اس اوپن، اختصاص داده می‌شود. اگر مستقر در ایالات متحده باشد، برنده جام ام‌ال‌اس، برنده ساپورترز شیلد، برنده دیگر کنفرانس فصل عادی و برنده جام یو اس اوپن در گلدان ۳ قرار می‌گیرند. اگر تیمی از طریق چندین جایگاه واجد شرایط شود، یا اگر هر یک از سهمیه‌های ام‌ال‌اس توسط یک تیم ام‌ال‌اس مستقر در کانادا اشغال شود، جایگاه به بهترین تیم مستقر در ایالات متحده در جدول ساپورترز شیلد که نتوانسته است به روش دیگری واجد شرایط شود، اختصاص داده می‌شود.
از آنجا که کانادا میزبان جام جهانی فوتبال زنان ۲۰۱۵ بود، مسابقات قهرمانی کانادا ۲۰۱۵ که معمولاً در ماه‌های آوریل و مه برگزار می‌شد، تمدید شد و فینال آن در ماه اوت برگزار شد. از آنجا که برنده تا قبل از شروع لیگ قهرمانان کونکاکاف ۱۶–۲۰۱۵ مشخص نمی‌شد، فقط برای این فصل، تنها سهمیه کانادا در این مسابقات (در گلدان ۱) به بهترین تیم کانادایی در فصل عادی ام‌ال‌اس داده شد. در عوض، قهرمانان مسابقات قهرمانی کانادا ۲۰۱۵ به لیگ قهرمانان کونکاکاف ۱۷–۲۰۱۶ راه پیدا می‌کنند و برنامه مسابقات قهرمانی کانادا در سال‌های آینده در ژوئن یا ژوئیه، پس از قرعه‌کشی لیگ قهرمانان کونکاکاف هر سال، به پایان می‌رسد، بنابراین برندگان آینده جام وویاژرز (جایزه قهرمانی کانادا) به جای همان سال تقویمی که در مسابقات قبلی وجود داشت، برای سال تقویمی بعدی به لیگ قهرمانان راه پیدا می‌کنند.

### آمریکای مرکزی
۱۲ تیم از اتحادیه فوتبال آمریکای مرکزی به لیگ قهرمانان کونکاکاف راه پیدا می‌کنند. تخصیص سهمیه‌ها به شرح زیر است: دو تیم از کاستاریکا، هندوراس، گواتمالا، پاناما و السالوادور، و یک تیم از نیکاراگوئه و بلیز. تیم‌های کاستاریکا، هندوراس، گواتمالا و پاناما در گلدان ۲ و تیم‌های السالوادور، نیکاراگوئه و بلیز در سید ۱ قرار دارند.
همه این لیگ‌ها از فصل تقسیم‌شده با دو تورنمنت در یک سال استفاده می‌کنند، بنابراین هر دو قهرمان تورنمنت در صورت وجود دو سهمیه خالی (اگر یک تیم هر دو تورنمنت را ببرد، نایب قهرمان با مجموع امتیازات بهتر نیز واجد شرایط می‌شود) یا اگر فقط یک سهمیه خالی وجود داشته باشد، قهرمان با مجموع امتیازات بهتر واجد شرایط می‌شود.
اگر یک یا چند باشگاه منع شود، با باشگاهی از دیگر انجمن‌های آمریکای مرکزی جایگزین می‌شود. تخصیص مجدد بر اساس نتایج مسابقات قبلی لیگ قهرمانان است.

### کارائیب
سه تیم از اتحادیه فوتبال کارائیب (سی‌اف‌یو) به لیگ قهرمانان کونکاکاف راه پیدا می‌کنند. سه سهمیه در گلدان ۱، به سه تیم برتر جام باشگاه‌های کارائیب اختصاص داده می‌شود، مسابقاتی شبه قاره‌ای که برای باشگاه‌های ۳۱ انجمن عضو سی‌اف‌یو آزاد است. برای اینکه یک تیم بتواند به جام باشگاه‌های کارائیب راه پیدا کند، معمولاً باید در فصل قبل به عنوان قهرمانی یا نایب قهرمانی لیگ انجمن مربوطه خود دست یابد، اما اگر تیم‌های حرفه‌ای در لیگ کشور دیگری بازی کنند، ممکن است توسط انجمن‌هایشان نیز انتخاب شوند.
اگر هر یک از باشگاه‌های کارائیب محروم شود، با تیم چهارم جام باشگاه‌های کارائیب جایگزین می‌شود.

## تیم‌ها
۲۴ تیم زیر به مسابقات راه یافتند.
در جدول زیر، تعداد بازی‌ها، آخرین حضور و بهترین نتیجه قبلی فقط مربوط به دوره لیگ قهرمانان کونکاکاف از فصل ۰۹–۲۰۰۸ می‌شود (بدون احتساب بازی‌های دوره جام قهرمانان از ۱۹۶۲ تا ۲۰۰۸).
| انجمن                   | تیم                   | گلدان                 | نحوه راه‌یابی                                          | حضور                  | آخرین حضور            | بهترین نتیجه            |
| آمریکای شمالی (۹ تیم)   | آمریکای شمالی (۹ تیم) | آمریکای شمالی (۹ تیم) | آمریکای شمالی (۹ تیم)                                 | آمریکای شمالی (۹ تیم) | آمریکای شمالی (۹ تیم) | آمریکای شمالی (۹ تیم)   |
| ----------------------- | --------------------- | --------------------- | ----------------------------------------------------- | --------------------- | --------------------- | ----------------------- |
| مکزیک ۴ سهمیه           | آمریکا                | ۳                     | قهرمان فصل پایانی ۲۰۱۴                                | سومین                 | ۱۵–۲۰۱۴               | قهرمانی (۱۵–۲۰۱۴)       |
| مکزیک ۴ سهمیه           | اونال                 | ۳                     | نایب قهرمان فصل پایانی ۲۰۱۴                           | دومین                 | ۱۳–۲۰۱۲               | یک‌چهارم نهایی (۱۳–۲۰۱۲) |
| مکزیک ۴ سهمیه           | سانتوس لاگونا         | ۳                     | قهرمان فصل آغازین ۲۰۱۵                                | پنجمین                | ۱۳–۲۰۱۲               | نایب قهرمانی (۲ بار)    |
| مکزیک ۴ سهمیه           | کرتارو                | ۳                     | نایب قهرمان فصل آغازین ۲۰۱۵                           | اولین                 | –                     | –                       |
| ایالات متحده ۴ سهمیه    | ال‌ای گلکسی            | ۳                     | قهرمان جام ام‌ال‌اس ۲۰۱۴                                | پنجمین                | ۱۴–۲۰۱۳               | نیمه نهایی (۱۳–۲۰۱۲)    |
| ایالات متحده ۴ سهمیه    | سیاتل ساندرز          | ۳                     | قهرمان ساپورترز شیلد ۲۰۱۴ و جام یو اس اوپن ۲۰۱۴       | چهارمین               | ۱۳–۲۰۱۲               | نیمه نهایی (۱۳–۲۰۱۲)    |
| ایالات متحده ۴ سهمیه    | دی‌سی یونایتد          | ۳                     | قهرمان کنفرانس شرق فصل عادی ام‌ال‌اس ۲۰۱۴               | چهارمین               | ۱۵–۲۰۱۴               | یک‌چهارم نهایی (۱۵–۲۰۱۴) |
| ایالات متحده ۴ سهمیه    | رئال سالت لیک         | ۳                     | رتبه چهارم ساپورترز شیلد ۲۰۱۴[نکته ا.م.]              | سومین                 | ۱۳–۲۰۱۲               | نایب قهرمانی (۱۱–۲۰۱۰)  |
| کانادا ۱ سهمیه          | ونکوور وایتکپس        | ۱                     | بهترین تیم کانادایی فصل عادی ام‌ال‌اس ۲۰۱۴[نکته کانادا] | اولین                 | –                     | –                       |
| آمریکای مرکزی (۱۲ تیم)  |                       |                       |                                                       |                       |                       |                         |
| کاستاریکا ۲ سهمیه       | ساپریسا               | ۲                     | قهرمان فصل زمستانی ۲۰۱۴                               | پنجمین                | ۱۵–۲۰۱۴               | نیمه نهایی (۱۱–۲۰۱۰)    |
| کاستاریکا ۲ سهمیه       | هردیانو               | ۲                     | قهرمان فصل تابستانی ۲۰۱۵                              | ششمین                 | ۱۵–۲۰۱۴               | نیمه نهایی (۱۵–۲۰۱۴)    |
| هندوراس ۲ سهمیه         | موتاگوا               | ۲                     | قهرمان فصل پایانی ۲۰۱۴                                | سومین                 | ۱۲–۲۰۱۱               | مرحله گروهی (۱۲–۲۰۱۱)   |
| هندوراس ۲ سهمیه         | المپیا                | ۲                     | قهرمان فصل آغازین ۲۰۱۵                                | هشتمین                | ۱۵–۲۰۱۴               | یک‌چهارم نهایی (۲ بار)   |
| گواتمالا ۲ سهمیه        | کامیونیکیشنس          | ۲                     | قهرمان فصل پایانی ۲۰۱۴ و فصل آغازین ۲۰۱۵              | پنجمین                | ۱۵–۲۰۱۴               | یک‌چهارم نهایی (۱۰–۲۰۰۹) |
| گواتمالا ۲ سهمیه        | مونیسیپال             | ۲                     | نایب قهرمان فصل پایانی ۲۰۱۴ و فصل آغازین ۲۰۱۵         | ششمین                 | ۱۵–۲۰۱۴               | مرحله گروهی (۴ بار)     |
| پاناما ۲ سهمیه          | سان فرانسیسکو         | ۲                     | قهرمان فصل پایانی ۲۰۱۴                                | پنجمین                | ۱۲–۲۰۱۱               | مرحله گروهی (۰۹–۲۰۰۸)   |
| پاناما ۲ سهمیه          | عربه یونیدو           | ۲                     | قهرمان فصل آغازین ۲۰۱۵                                | چهارمین               | ۱۴–۲۰۱۳               | یک‌چهارم نهایی (۲ بار)   |
| السالوادور ۲ سهمیه      | ایسیدرو متاپان        | ۱                     | قهرمان فصل پایانی ۲۰۱۴                                | هشتمین                | ۱۵–۲۰۱۴               | یک‌چهارم نهایی (۱۲–۲۰۱۱) |
| السالوادور ۲ سهمیه      | سانتا تکلا            | ۱                     | قهرمان فصل آغازین ۲۰۱۵                                | اولین                 | –                     | –                       |
| نیکاراگوئه ۱ سهمیه      | والتر فرتی            | ۱                     | قهرمان با رکورد مجموع بهتر در فصل ۱۵–۲۰۱۴             | اولین                 | –                     | –                       |
| بلیز ۱ سهمیه            | وردس                  | ۱                     | قهرمان با رکورد مجموع بهتر در فصل ۱۵–۲۰۱۴             | دومین                 | ۰۹–۲۰۰۸               | مرحله مقدماتی (۰۹–۲۰۰۸) |
| کارائیب (۳ تیم)         |                       |                       |                                                       |                       |                       |                         |
| ترینیداد و توباگو ۲ تیم | سنترال                | ۱                     | قهرمان جام باشگاه‌های کارائیب ۲۰۱۵                     | اولین                 | –                     | –                       |
| ترینیداد و توباگو ۲ تیم | دبلیو کانکشن          | ۱                     | نایب قهرمان جام باشگاه‌های کارائیب ۲۰۱۵                | چهارمین               | ۱۴–۲۰۱۳               | مرحله گروهی (۳ بار)     |
| جامائیکا ۱ تیم          | مونتگو بی یونایتد     | ۱                     | رتبه سوم جام باشگاه‌های کارائیب ۲۰۱۵                   | اولین                 | –                     | –                       |

نکات
1. ^ کانادا: از سال ۲۰۱۵، مسابقات قهرمانی کانادا به جای آوریل و مه، در بازه زمانی ژوئن و ژوئیه برگزار می‌شود. در نتیجه، مسابقات قهرمانی کانادا ۲۰۱۵ به موقع برگزار نشد تا نماینده کانادا برای لیگ قهرمانان کونکاکاف ۱۶–۲۰۱۵ تعیین شود. به همین دلیل، با همه باشگاه‌های شرکت‌کننده توافق شد و کونکاکاف آن را تأیید کرد که بهترین تیم کانادا در ام‌ال‌اس به عنوان نماینده کانادا برای لیگ قهرمانان کونکاکاف ۱۶–۲۰۱۵ تعیین شود. این ترکیب فقط برای یک فصل است و از لیگ قهرمانان کونکاکاف ۱۷–۲۰۱۶، برنده مسابقات قهرمانی کانادا در فصل قبل، نماینده کانادا در لیگ قهرمانان کونکاکاف خواهد بود (به عنوان مثال، برنده مسابقات قهرمانی کانادا ۲۰۱۵ به لیگ قهرمانان کونکاکاف ۱۷–۲۰۱۶ راه خواهد یافت).
2. ^ ایالات متحده: جایگاهی که سیاتل ساندرز به خاطر قهرمانی در جام حذفی آمریکا به دست آورد، به رئال سالت لیک، بهترین تیم آمریکایی در جدول ساپورترز شیلد که هنوز به لیگ قهرمانان راه نیافته است، واگذار شد.[۶]

## قرعه کشی
قرعه‌کشی این مسابقات در تاریخ ۱ ژوئن ۲۰۱۵، ساعت ۲۰:۰۰ به وقت شرق آمریکا (یوتی‌سی ۴:۰۰-)، در نیو ورلد سنتر در میامی بیچ، فلوریدا برگزار شد. ۲۴ تیم به هشت گروه سه تیمی تقسیم شدند که هر گروه شامل یک تیم از هر سه گلدان بود.
برای قرعه‌کشی، ۲۴ تیم در سه گلدان قرار گرفتند. تیم‌های یک انجمن (به استثنای تیم‌های "عام" که جایگزین تیمی از انجمن دیگر می‌شوند) در یک گلدان قرار گرفتند تا نتوانند در یک گروه قرار گیرند:
- گلدان ۱ شامل دو تیم از السالوادور، یک تیم از هر یک از کانادا، نیکاراگوئه و بلیز و سه تیم از کارائیب بود.
- گلدان ۲ شامل دو تیم از هر یک از کاستاریکا، هندوراس، گواتمالا و پاناما بود.
- گلدان ۳ شامل چهار تیم از هر یک از مکزیک و ایالات متحده بود.

نحوه سیدبندی نسبت به فصل‌های قبل که تیم‌های یک انجمن در گلدان‌های مختلف قرار می‌گرفتند، تغییر کرد.
| گلدان ۱        | گلدان ۱       | گلدان ۱        | گلدان ۱           |
| -------------- | ------------- | -------------- | ----------------- |
| ایسیدرو متاپان | سانتا تکلا    | ونکوور وایتکپس | والتر فرتی        |
| وردس           | سنترال        | دبلیو کانکشن   | مونتگو بی یونایتد |
| گلدان ۲        |               |                |                   |
| ساپریسا        | هردیانو       | المپیا         | موتاگوا           |
| کامیونیکیشنس   | مونیسیپال     | عربه یونیدو    | سان فرانسیسکو     |
| گلدان ۳        |               |                |                   |
| آمریکا         | سانتوس لاگونا | اونال          | کرتارو            |
| ال‌ای گلکسی     | سیاتل ساندرز  | دی‌سی یونایتد   | رئال سالت لیک     |

## برنامه مسابقات
برنامه مسابقات به شرح زیر است:
| مرحله       | دور           | بازی رفت           | بازی برگشت         |
| ----------- | ------------- | ------------------ | ------------------ |
| مرحله گروهی | هفته ۱        | ۴–۶ اوت ۲۰۱۵       | ۴–۶ اوت ۲۰۱۵       |
| مرحله گروهی | هفته ۲        | ۱۸–۲۰ اوت ۲۰۱۵     | ۱۸–۲۰ اوت ۲۰۱۵     |
| مرحله گروهی | هفته ۳        | ۲۵–۲۷ اوت ۲۰۱۵     | ۲۵–۲۷ اوت ۲۰۱۵     |
| مرحله گروهی | هفته ۴        | ۱۵–۱۷ سپتامبر ۲۰۱۵ | ۱۵–۱۷ سپتامبر ۲۰۱۵ |
| مرحله گروهی | هفته ۵        | ۲۲–۲۴ سپتامبر ۲۰۱۵ | ۲۲–۲۴ سپتامبر ۲۰۱۵ |
| مرحله گروهی | هفته ۶        | ۲۰–۲۲ اکتبر ۲۰۱۵   | ۲۰–۲۲ اکتبر ۲۰۱۵   |
| مرحله حذفی  | یک‌چهارم نهایی | ۲۳–۲۴ فوریه ۲۰۱۶   | ۱–۲ مارس ۲۰۱۶      |
| مرحله حذفی  | نیمه نهایی    | ۱۵–۱۶ مارس ۲۰۱۶    | ۵ آوریل ۲۰۱۶       |
| مرحله حذفی  | فینال         | ۲۰ آوریل ۲۰۱۶      | ۲۷ آوریل ۲۰۱۶      |

## مرحله گروهی
در مرحله گروهی، هر گروه به صورت نوبت‌گردشی و در قالب بازی‌های رفت و برگشت برگزار شد. برندگان هر گروه به مرحله یک‌چهارم نهایی راه یافتند.
تساوی‌شکن‌ها
1. تعداد امتیازات بیشتر در مسابقات بین تیم‌های مربوطه
2. تفاضل گل بیشتر در مسابقات بین تیم‌های مربوطه
3. تعداد گل‌های زده شده خارج از خانه در بازی‌های بین تیم‌های مربوطه بیشتر است
4. تفاضل گل بیشتر در تمام مسابقات گروهی
5. تعداد گل‌های زده شده بیشتر در بازی‌های گروهی
6. تعداد گل‌های زده خارج از خانه بیشتر در تمام بازی‌های گروهی
7. قرعه کشی

### گروه A
| رتبه | تیم           | بازی | برد | مساوی | باخت | گل زده | گل خورده | گل تفاضل | امتیاز | صلاحیت     |
| ---- | ------------- | ---- | --- | ----- | ---- | ------ | -------- | -------- | ------ | ---------- |
| ۱    | سانتوس لاگونا | ۴    | ۳   | ۰     | ۱    | ۱۲     | ۳        | ۹+       | ۹      | مرحله حذفی |
| ۲    | ساپریسا       | ۴    | ۲   | ۰     | ۲    | ۸      | ۹        | ۱−       | ۶      |            |
| ۳    | دبلیو کانکشن  | ۴    | ۱   | ۰     | ۳    | ۲      | ۱۰       | ۸−       | ۳      |            |

### گروه B
| رتبه | تیم            | بازی | برد | مساوی | باخت | گل زده | گل خورده | گل تفاضل | امتیاز | صلاحیت     |
| ---- | -------------- | ---- | --- | ----- | ---- | ------ | -------- | -------- | ------ | ---------- |
| ۱    | اونال          | ۴    | ۲   | ۲     | ۰    | ۵      | ۳        | ۲+       | ۸      | مرحله حذفی |
| ۲    | هردیانو        | ۴    | ۱   | ۲     | ۱    | ۴      | ۳        | ۱+       | ۵      |            |
| ۳    | ایسیدرو متاپان | ۴    | ۱   | ۰     | ۳    | ۴      | ۷        | ۳−       | ۳      |            |

### گروه C
| رتبه | تیم           | بازی | برد | مساوی | باخت | گل زده | گل خورده | گل تفاضل | امتیاز | صلاحیت     |
| ---- | ------------- | ---- | --- | ----- | ---- | ------ | -------- | -------- | ------ | ---------- |
| ۱    | کرتارو        | ۴    | ۲   | ۱     | ۱    | ۱۱     | ۲        | ۹+       | ۷      | مرحله حذفی |
| ۲    | سان فرانسیسکو | ۴    | ۲   | ۰     | ۲    | ۱۱     | ۵        | ۶+       | ۶      |            |
| ۳    | وردس          | ۴    | ۱   | ۱     | ۲    | ۲      | ۱۷       | ۱۵−      | ۴      |            |

### گروه D
| رتبه | تیم          | بازی | برد | مساوی | باخت | گل زده | گل خورده | گل تفاضل | امتیاز | صلاحیت     |
| ---- | ------------ | ---- | --- | ----- | ---- | ------ | -------- | -------- | ------ | ---------- |
| ۱    | ال‌ای گلکسی   | ۴    | ۲   | ۲     | ۰    | ۱۲     | ۳        | ۹+       | ۸      | مرحله حذفی |
| ۲    | سنترال       | ۴    | ۱   | ۱     | ۲    | ۳      | ۷        | ۴−       | ۴      |            |
| ۳    | کامیونیکیشنس | ۴    | ۱   | ۱     | ۲    | ۲      | ۷        | ۵−       | ۴      |            |

### گروه E
| رتبه | تیم        | بازی | برد | مساوی | باخت | گل زده | گل خورده | گل تفاضل | امتیاز | صلاحیت     |
| ---- | ---------- | ---- | --- | ----- | ---- | ------ | -------- | -------- | ------ | ---------- |
| ۱    | آمریکا     | ۴    | ۳   | ۱     | ۰    | ۹      | ۲        | ۷+       | ۱۰     | مرحله حذفی |
| ۲    | موتاگوا    | ۴    | ۲   | ۱     | ۱    | ۵      | ۶        | ۱−       | ۷      |            |
| ۳    | والتر فرتی | ۴    | ۰   | ۰     | ۴    | ۲      | ۸        | ۶−       | ۰      |            |

### گروه F
| رتبه | تیم            | بازی | برد | مساوی | باخت | گل زده | گل خورده | گل تفاضل | امتیاز | صلاحیت     |
| ---- | -------------- | ---- | --- | ----- | ---- | ------ | -------- | -------- | ------ | ---------- |
| ۱    | سیاتل ساندرز   | ۴    | ۲   | ۱     | ۱    | ۶      | ۳        | ۳+       | ۷      | مرحله حذفی |
| ۲    | المپیا         | ۴    | ۲   | ۰     | ۲    | ۳      | ۳        | ۰        | ۶      |            |
| ۳    | ونکوور وایتکپس | ۴    | ۱   | ۱     | ۲    | ۲      | ۵        | ۳−       | ۴      |            |

### گروه G
| رتبه | تیم           | بازی | برد | مساوی | باخت | گل زده | گل خورده | گل تفاضل | امتیاز | صلاحیت     |
| ---- | ------------- | ---- | --- | ----- | ---- | ------ | -------- | -------- | ------ | ---------- |
| ۱    | رئال سالت لیک | ۴    | ۳   | ۱     | ۰    | ۴      | ۱        | ۳+       | ۱۰     | مرحله حذفی |
| ۲    | مونیسیپال     | ۴    | ۱   | ۱     | ۲    | ۳      | ۴        | ۱−       | ۴      |            |
| ۳    | سانتا تکلا    | ۴    | ۰   | ۲     | ۲    | ۳      | ۵        | ۲−       | ۲      |            |

### گروه H
| رتبه | تیم               | بازی | برد | مساوی | باخت | گل زده | گل خورده | گل تفاضل | امتیاز | صلاحیت     |
| ---- | ----------------- | ---- | --- | ----- | ---- | ------ | -------- | -------- | ------ | ---------- |
| ۱    | دی‌سی یونایتد      | ۴    | ۳   | ۱     | ۰    | ۹      | ۳        | ۶+       | ۱۰     | مرحله حذفی |
| ۲    | عربه یونیدو       | ۴    | ۲   | ۰     | ۲    | ۵      | ۴        | ۱+       | ۶      |            |
| ۳    | مونتگو بی یونایتد | ۴    | ۰   | ۱     | ۳    | ۴      | ۱۱       | ۷−       | ۱      |            |

## مرحله حذفی
در مرحله حذفی، هشت تیم در یک تورنمنت تک‌حذفی بازی کردند. هر مسابقه به صورت رفت و برگشت برگزار می‌شد و تیم با رتبه بالاتر میزبان بازی برگشت بود. اگر نتیجه بعد از زمان معمول بازی برگشت مساوی باشد، اما بعد از وقت اضافه مساوی نباشد، از قانون گل زده در خانه حریف استفاده می‌شد و بنابراین اگر مجموع امتیازات بعد از وقت اضافه بازی برگشت مساوی باشد، برنده با ضربات پنالتی مشخص می‌شد.

### سیدبندی
تیم‌های صعود کرده در مرحله حذفی با توجه به نتایج خود در مرحله گروهی از ۱ تا ۸ رده بندی شدند.

| سید | گروه | تیم           | بازی | برد | مساوی | باخت | گل زده | گل خورده | گل تفاضل | امتیاز |
| --- | ---- | ------------- | ---- | --- | ----- | ---- | ------ | -------- | -------- | ------ |
| ۱   | E    | آمریکا        | ۴    | ۳   | ۱     | ۰    | ۹      | ۲        | ۷+       | ۱۰     |
| ۲   | H    | دی‌سی یونایتد  | ۴    | ۳   | ۱     | ۰    | ۹      | ۳        | ۶+       | ۱۰     |
| ۳   | G    | رئال سالت لیک | ۴    | ۳   | ۱     | ۰    | ۴      | ۱        | ۳+       | ۱۰     |
| ۴   | A    | سانتوس لاگونا | ۴    | ۳   | ۰     | ۱    | ۱۲     | ۳        | ۹+       | ۹      |
| ۵   | D    | ال‌ای گلکسی    | ۴    | ۲   | ۲     | ۰    | ۱۲     | ۳        | ۹+       | ۸      |
| ۶   | B    | اونال         | ۴    | ۲   | ۲     | ۰    | ۵      | ۳        | ۲+       | ۸      |
| ۷   | C    | کرتارو        | ۴    | ۲   | ۱     | ۱    | ۱۱     | ۲        | ۹+       | ۷      |
| ۸   | F    | سیاتل ساندرز  | ۴    | ۲   | ۱     | ۱    | ۶      | ۳        | ۳+       | ۷      |

### نمودار
|  | یک‌چهارم نهایی | یک‌چهارم نهایی | یک‌چهارم نهایی | یک‌چهارم نهایی | یک‌چهارم نهایی |   |              | نیمه نهایی    | نیمه نهایی | نیمه نهایی | نیمه نهایی | نیمه نهایی |  |  | فینال | فینال | فینال | فینال | فینال |
|  |               |               |               |               |               |   |              |               |            |            |            |            |  |  |       |       |       |       |       |
|  | ۷             | کرتارو        | ۲             | ۱             | ۳             |   |              |               |            |            |            |            |  |  |       |       |       |       |       |
|  | ۲             | دی‌سی یونایتد  | ۰             | ۱             | ۱             |   |              |               |            |            |            |            |  |  |       |       |       |       |       |
|  | ۲             | دی‌سی یونایتد  | ۰             | ۱             | ۱             |   | ۷            | کرتارو        | ۰          | ۰          | ۰          |            |  |  |       |       |       |       |       |
|  |               |               |               |               |               |   | ۷            | کرتارو        | ۰          | ۰          | ۰          |            |  |  |       |       |       |       |       |
|  |               | ۶             | اونال         | ۰             | ۲             | ۲ |              |               |            |            |            |            |  |  |       |       |       |       |       |
|  | ۶             | ۶             | اونال         | ۰             | ۲             | ۲ | اونال        | ۲             | ۱          | ۳          |            |            |  |  |       |       |       |       |       |
|  | ۶             |               |               |               |               |   | اونال        | ۲             | ۱          | ۳          |            |            |  |  |       |       |       |       |       |
|  | ۳             | رئال سالت لیک | ۰             | ۱             | ۱             |   |              |               |            |            |            |            |  |  |       |       |       |       |       |
|  |               |               |               |               |               |   |              |               |            |            |            |            |  |  | ۶     | اونال | ۰     | ۱     | ۱     |
|  |               |               | ۱             | آمریکا        | ۲             | ۲ | ۴            |               |            |            |            |            |  |  |       |       |       |       |       |
|  | ۵             | ال‌ای گلکسی    | ۰             | ۰             | ۰             |   |              |               |            |            |            |            |  |  |       |       |       |       |       |
|  | ۴             | سانتوس لاگونا | ۰             | ۴             | ۴             |   |              |               |            |            |            |            |  |  |       |       |       |       |       |
|  | ۴             | سانتوس لاگونا | ۰             | ۴             | ۴             |   | ۴            | سانتوس لاگونا | ۰          | ۰          | ۰          |            |  |  |       |       |       |       |       |
|  |               |               |               |               |               |   | ۴            | سانتوس لاگونا | ۰          | ۰          | ۰          |            |  |  |       |       |       |       |       |
|  |               | ۱             | آمریکا (و.ا.) | ۰             | ۱             | ۱ |              |               |            |            |            |            |  |  |       |       |       |       |       |
|  | ۸             | ۱             | آمریکا (و.ا.) | ۰             | ۱             | ۱ | سیاتل ساندرز | ۲             | ۱          | ۳          |            |            |  |  |       |       |       |       |       |
|  | ۸             |               |               |               |               |   | سیاتل ساندرز | ۲             | ۱          | ۳          |            |            |  |  |       |       |       |       |       |
|  | ۱             | آمریکا        | ۲             | ۳             | ۵             |   |              |               |            |            |            |            |  |  |       |       |       |       |       |

### یک‌چهارم نهایی
| تیم ۱        | نتیجه نهایی | تیم ۲         | بازی رفت | بازی برگشت |
| ------------ | ----------- | ------------- | -------- | ---------- |
| سیاتل ساندرز | ۳–۵         | آمریکا        | ۲–۲      | ۱–۳        |
| کرتارو       | ۳–۱         | دی‌سی یونایتد  | ۲–۰      | ۱–۱        |
| اونال        | ۳–۱         | رئال سالت لیک | ۲–۰      | ۱–۱        |
| ال‌ای گلکسی   | ۰–۴         | سانتوس لاگونا | ۰–۰      | ۰–۴        |

### نیمه نهایی
| تیم ۱         | نتیجه نهایی | تیم ۲       | بازی رفت | بازی برگشت |
| ------------- | ----------- | ----------- | -------- | ---------- |
| سانتوس لاگونا | ۰–۱         | کلاب آمریکا | ۰–۰      | ۰–۱        |
| کرتارو        | ۰–۲         | اونال       | ۰–۰      | ۰–۲        |

### فینال
| تیم ۱ | نتیجه نهایی | تیم ۲  | بازی رفت | بازی برگشت |
| ----- | ----------- | ------ | -------- | ---------- |
| اونال | ۱–۴         | آمریکا | ۰–۲      | ۱–۲        |

| قهرمان لیگ قهرمانان کونکاکاف ۱۵–۲۰۱۴ |
| ------------------------------------ |
| مکزیک                                |
| آمریکا هفتمین عنوان                  |

## گلزنان برتر

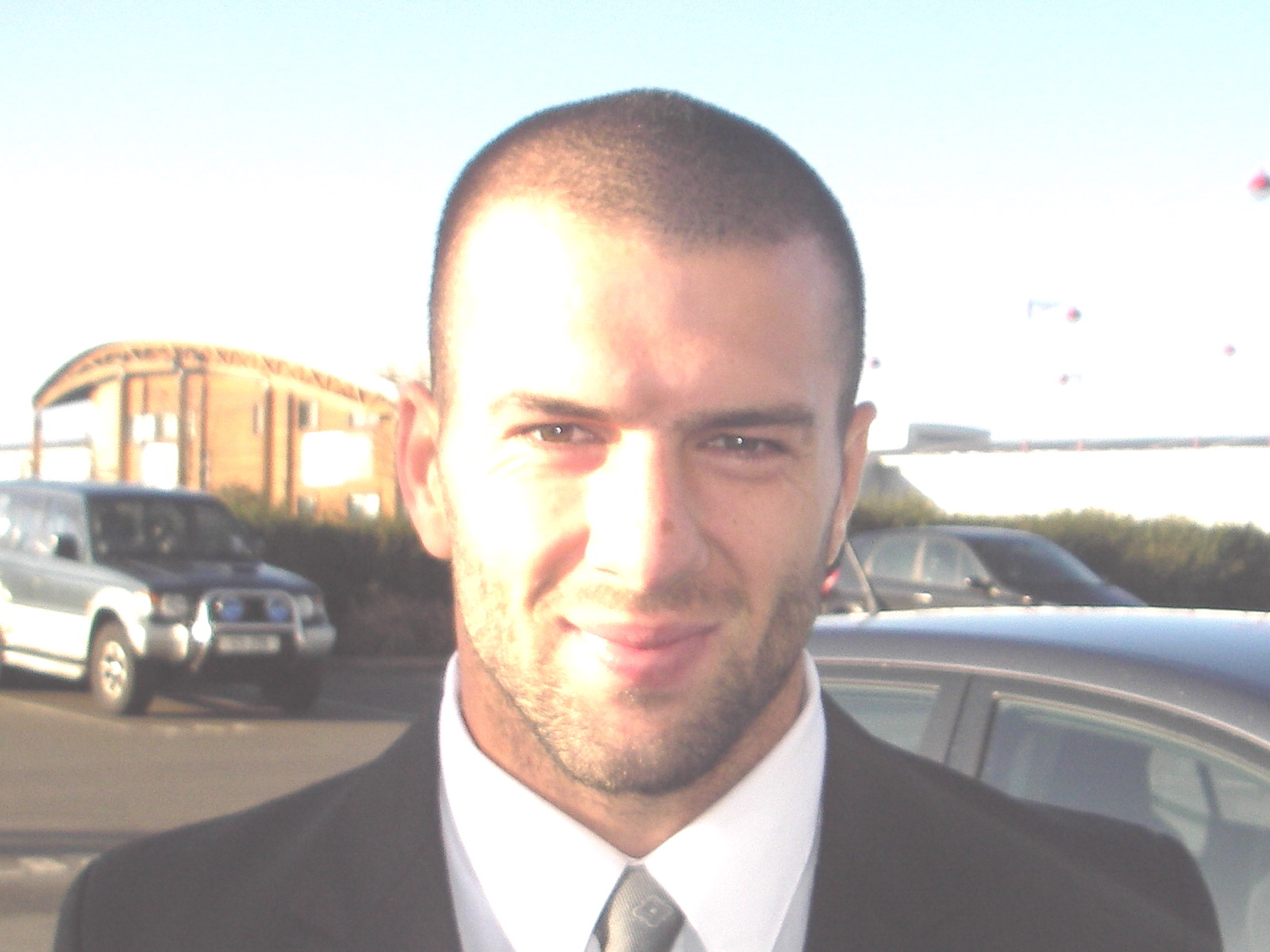
امانوئل ویلا از تیم کرتارو، اولین بازیکنی شد که در یک بازی لیگ قهرمانان کونکاکاف، در بازی خانگی تیمش مقابل وردس در ۱۷ سپتامبر ۲۰۱۵، پنج گل به ثمر رساند.

| رتبه | بازیکن           | باشگاه        | گل‌ها |
| ---- | ---------------- | ------------- | ---- |
| ۱    | امانوئل ویلا     | کرتارو        | ۶    |
| ۲    | مایکل آرویو      | آمریکا        | ۵    |
| ۲    | آلن گوردون       | ال‌ای گلکسی    | ۵    |
| ۴    | جانینی           | سانتوس لاگونا | ۴    |
| ۴    | آندره-پیر ژینیاک | تیگرس اونال   | ۴    |
| ۴    | داروین کینترو    | آمریکا        | ۴    |
| ۷    | لامار نیگل       | سیاتل ساندرز  | ۳    |
| ۷    | اوریبه پرالتا    | آمریکا        | ۳    |
| ۷    | جانی رویز        | سان فرانسیسکو | ۳    |

منبع:

## جوایز

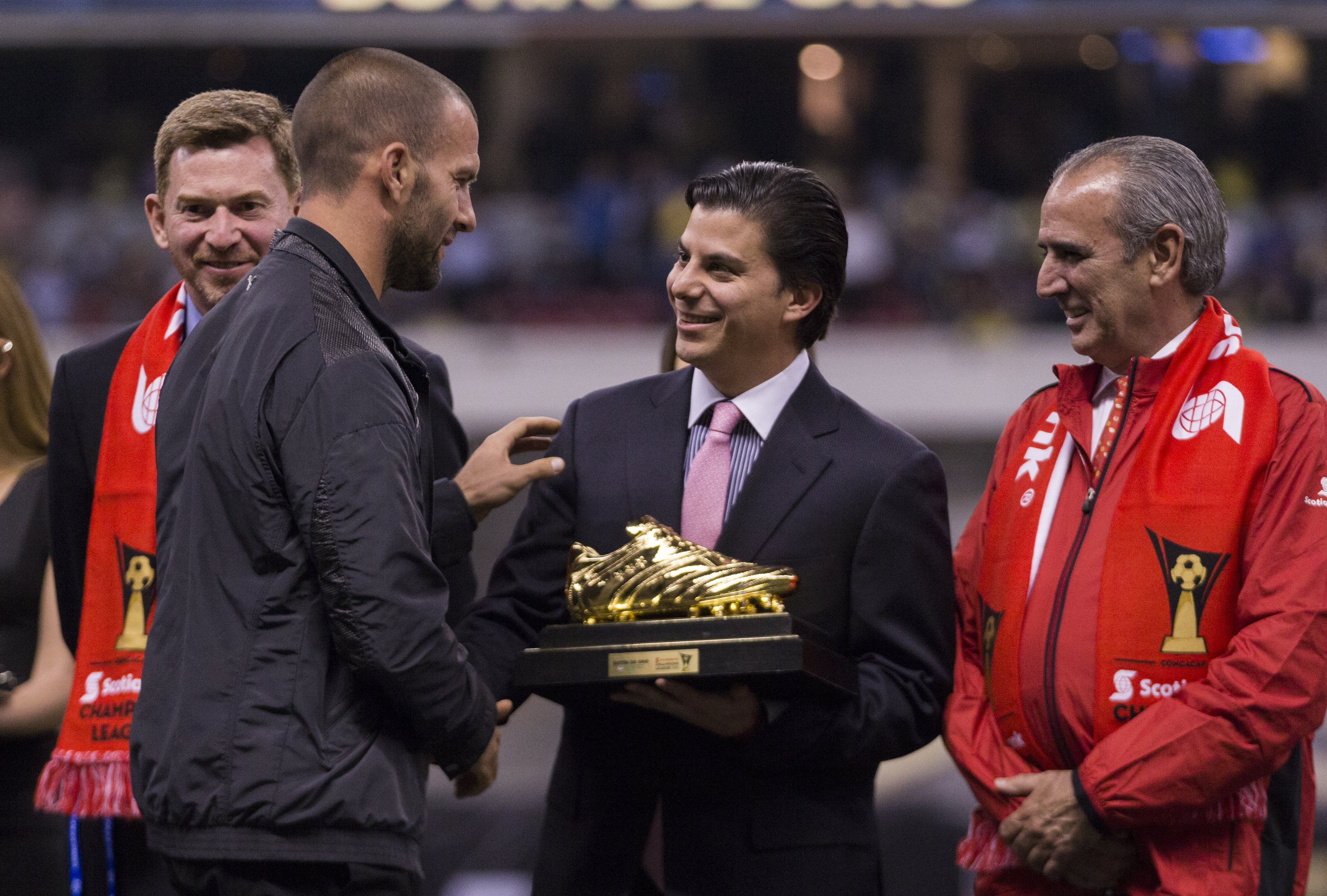
امانوئل ویلا در حال گرفتن کفش طلا

| جوایز                 | بازیکن        | تیم    |
| --------------------- | ------------- | ------ |
| توپ طلایی             | روبنس سامبوزا | آمریکا |
| کفش طلایی             | امانوئل ویلا  | کرتارو |
| دستکش طلایی           | هوگو گونزالس  | آمریکا |
| بهترین بازیکن جوان    | آلبرت الیس    | المپیا |
| جایزه بازی جوانمردانه | —             | کرتارو |